# Malcolm Cazalon
Malcolm Jean Ahmed Cazalon (ur. 27 sierpnia 2001 w Roanne) – francuski koszykarz, występujący na pozycji rzucającego obrońcy, obecnie zawodnik Detroit Pistons oraz zespołu G-League – Motor City Cruise.
W 2014 zajął czwarte miejsce w turnieju Adidas Nations.
W 2023 reprezentował Detroit Pistons podczas rozgrywek letniej ligi NBA w Las Vegas.

## Osiągnięcia
Stan na 20 grudnia 2023, na podstawie, o ile nie zaznaczono inaczej.
Drużynowe
- Wicemistrz Serbii (2021)
- Finalista Pucharu Serbii (2021, 2023)

Reprezentacja
- Wicemistrz świata U–17 (2018)
- Uczestnik mistrzostw Europy U–18 (2019 – 5. miejsce)